# Fanlillo
Fanlillo (Fandiello en aragonés) es una localidad española de la Provincia de Huesca perteneciente al municipio de Yebra de Basa, en la comarca del Alto Gállego.